# Kiss meホスト組
『Kiss me ホスト組』（キスミーホストぐみ）は、優木なちによる日本の少女漫画作品。『りぼん』（集英社）2009年6月号から連載。単行本は全3巻。

## あらすじ
主人公の安西マコは地元の田舎から東京に引っ越してきた15歳の少女。しかし彼氏を作る事を目標に入学した英集学園高校は一昨年まで女子高、しかも昨年から理事長の案により発足した超イケメン集団からなるホスト組というクラスが存在した!! ひょんな事からホスト組の雑用係となってしまったマコの学園生活は果たして……!?

## 登場人物
安西 マコ（あんざい まこ）
主人公。長い三つ編みが特徴の女の子。15歳。この春、地元の田舎から東京に引っ越してきた。彼氏を作る事を目標に英集学園に入学するが、元女子高と知りショックを受ける。しかも、偶然廊下に貼ってあったホスト組No.1の成見豪のポスターにマスカラを付けてしまった事により、ホスト組の雑用係をさせられるハメに。最初は嫌々だったが、徐々に豪に対して恋心を抱くように…。三つ編みをほどくと、かなりの美少女である。誕生日3月15日。O型。159cm。46kg。
成見 豪（なるみ ごう）
英集学園高校2年。16歳。王子系のホスト組No.1。サービス精神が旺盛で女の子にはとにかく優しく、雑用係であるマコに対しても優しく接する。1度はマコに告白されるも、「ホスト組No.1」という立場上、断った事がある。しかし最終話にて、「マコを未来の彼女にする」と宣言する。誕生日8月5日。183cm。65kg。A型。
荒木 琢郎（あらき たくろう）
通称：タクロー。英集学園高校2年。16歳。ワイルド系のホスト組No.4。最初の頃はNo．1である豪に対して嫉妬心を抱いており、豪がマコにキスをしたところを偶然目撃したため、「女の子に手を出すと退学」というホスト組のルールにより、豪を退学へ追いやろうとした。しかしその後、それを阻止しようとしたマコのキス（指キス）により退学は取り消しとなる。だが本人は本当にキスされたと勘違いし、その後マコに密かに想いを寄せていた。誕生日11月26日。186cm。73kg。B型。
小倉 真紀（おぐら まさき）
通称：マッキー。英集学園高校2年。16歳。可愛い系のホスト組No.3。可愛らしい顔をしているが、性格はかなりサディスティック。誕生日8月24日。170cm。56kg。A型。
神田 慎士（かんだ しんじ）
通称：シンジ。英集学園高校2年。16歳。クール系のホスト組No.2。何を考えているか分からない不思議クン。だが実は、マコと同じ小学校で幼馴染だった（しかしマコは覚えていなかった）。マコに対して恋心を抱いていたようで、彼女が豪に惚れている事に気づいたため、「ホストを好きになるのは止めた方がいい」と告げる。誕生日11月8日。183cm。62kg。AB型。
岡本 幸治（おかもと こうじ）
通称：コージ。英集学園高校2年。16歳。爽やか系のホスト組No.5。物腰が柔らかく穏やかな性格。誕生日9月24日。177cm。61kg。O型。
浅田 愛（あさだ あい）
通称：愛先輩。マコの1つ上の先輩。マコ同様、入学当初はホスト組の存在を良く思っていなかったが、豪と接する内に徐々に気持ちが変わっていった。